# Scardust
Scardust is een Israëlische progressieve-metalband. De band werd in 2013 opgericht door zangeres Noa Gruman en pianist en componist Orr Didi onder de naam Somnia. Sinds 2015 draagt de band de huidige naam.
Scardust is buiten Israël vooral bekend geworden door Patty Gurdy, die de band met een breder publiek kennis liet maken. Naast een gezamenlijke tour in 2019 werd in 2022 een single van Scardust en Gurdy uitgebracht: Concrete Cages.

## Geschiedenis
In 2013 vormden zangeres Noa Gruman en pianist en componist Orr Didi een duet genaamd Somnia, met als doel een door hen beiden geschreven rockopera genaamd Gates of Dawn op te voeren. Ze maakten arrangementen voor een opname met symfonieorkest, een koor en heavymetalband. Gruman en Didi namen tevens een demo op in een privéstudio. De demo werd niet uitgegeven, maar er werd wel een single genaamd Betrayal uitgebracht op Somnia's YouTubekanaal.

### Somnia
Eind 2013 kwamen drummer Yoav Weinberg en bassist Yanai Avnet bij de band, zodat een voltallige band ontstond. Gitarist Yadin Moyal en toetsenist Lior Goldberg werden begin 2014 bij de band gevraagd tijdens de opnames van de eerste ep Shadow. De ep werd opgenomen in Cast Iron Studios en uitgebracht op 15 februari 2015, doch louter digitaal. Orr Didi schreef de teksten en verzorgde een deel van de arrangementen, maar afgezien van enkele gitaarsolo's en aanvullend keyboardwerk was hij verder niet betrokken bij de totstandkoming.
De ep bevat vier nummers: Tantibus, Shards - Pt I: Birds, Shards - Pt II: Shadow en Shards - Pt III: Gravity. De opname bevatte ook een koor bestaande uit Yarden Gruman, Ita Mar, Shani Gruman en Carmel Cohen. Na de uitgave van de ep kregen de bandleden te horen dat het auteursrecht op de naam Somnia al was vergeven. Hierop werd een nieuwe naam gekozen: Scardust.

### Scardust
In oktober 2015 trad Scardust samen met Elvenking, Switchblade, Airborn en Israëlische bands als Desert en Stormy Atmosphere op tijdens het Melodic Alliance-festival, gehouden in de Gagarinclub in Tel Aviv. In december 2015 was Scardust de hoofdact tijdens een concert in Tel Aviv genaamd The SCARDUST Epic Experience, samen met een koor. Het concert was volledig uitverkocht.
In 2016 begon Scardust met de voorproductie van het eerste studioalbum en in juni van dat jaar trad ze op met Prey for Nothing. In augustus 2016 stond Scardust in het voorprogramma van Symphony X tijdens een concert in Tel Aviv. In het najaar van 2016 werd onder fans geld ingezameld om het eerste studioalbum daadwerkelijk te kunnen produceren. Hiervoor werd een akoestisch concert gegeven dat tweemaal werd opgevoerd. In april 2017 werd nogmaals een inzamelingsactie gehouden om de opnames te kunnen bekostigen. Op 14 juni 2017 opende Scardust voor Epica in Tel Aviv.
Het debuutalbum, Sands of Time, werd op 13 juli 2017 gepresenteerd tijdens een concert met ongeveer 500 genodigden. Het album bevatte 10 nummers, waarvan twee met Kobi Farhi van Orphaned Land en Jake E van Amaranthe. Het album werd door critici positief beoordeeld.
Na de uitgave van het album filmde Scardust drie videoclips, waarvan de laatste, Queen of Insanity, geregisseerd werd door Lev Kerzhner. De clip werd op 16 juni 2018 op YouTube gepubliceerd. Op 15 juli van dat jaar trad Scardust op tijdens Musik & Frieden in Berlijn, als onderdeel van het evenement Sandstorm over Berlin.
In 2021, in de nasleep van de coronapandemie, kondigde Scardust aan lid te zijn geworden van lidmaatschapsplatform Patreon. In 2022 bracht Scardust de single Concrete Cages uit, een duet met Patty Gurdy. Het nummer werd tijdens enkele liveshows in Israël samen met Gurdy ten gehore gebracht. Ook verscheen dat jaar de single Evolution of the Disney Princess - but she's METAL, een metaluitvoering van bekende nummers van Disneyprinsessen. Verder ging de band dat jaar op toer in onder meer Israël, België en Duitsland, en stond tevens op het podium van Wacken Open Air.
Begin 2023 maakte Scardust op Patreon bekend aan nieuwe nummers te werken. In maart 2023 kondigde Scardust aan op een Europese tournee te gaan ter ondersteuning van Blind Guardian. Op 21 april van dat jaar werd bekendgemaakt dat er een nieuwe gitarist was gevonden: Gal Gabriel Israel. Hij verving daarmee de vorige gitarist, Yadin Moyal, die die rol sinds de oprichting in 2015 vervulde.
Op 18 september 2023 tekende Scardust een contract bĳ het Italiaanse platenlabel Frontiers Music. De eerste single die er werd uitgebracht was Game of Now. In maart 2024 bevestigde Scardust op Patreon bezig te zijn met de opnames van een nieuw album. Hiervoor wordt onder andere samengewerkt met het TLV-orkest, een jeugdorkest van de bekende Israëlische dirigent Nizar Elather , en een Turks orkest.

## Bezetting
- Noa Gruman - zang (2015–heden)
- Yoav Weinberg - drums (2015–heden)
- Bar Sasson - basgitaar (2025–heden)
- Aaron Friedland - keyboard (2021–heden)
- Gal Gabriel Israel - gitaar (2023–heden)

### Voormalige bandleden
- Yadin Moyal - gitaar (2015–2023)
- Yanai Avnet - basgitaar (2015–2021)
- Itai Portugaly - keyboard (2017–2021)
- Alex Nicola - keyboard (2016–2017)
- Lior Goldberg - keyboard (2015–2016)
- Orr Didi - basgitaar (2021–2025)

### Gastmuzikanten
- Kobi Farhi (Orphaned Land) - zang (Out of Strong Came Sweetness)
- Jake E. (Amaranthe) - zang (Blades)
- Patty Gurdy - zang, draailier (Concrete Cages)
- TLV-orkest - jeugdorkest van Nizar Elather

### Vaste gastmuzikanten
- Hellscore - koor

## Stijl
Scardust maakt progressieve metal, met veel ruimte voor piano-, keyboard-, (bas)gitaar- en drumsolo's. Ook wordt soms gebruikmaakt van instrumenten die minder gebruikelijk zijn in combinatie met (progressieve) metal: zo is in het nummer Break the Ice een klavecimbelsolo te horen en op Concrete Cages de draailier van Patty Gurdy. Verder wordt veelvuldig gebruikgemaakt van koorzang, doorgaans aangeleverd door Hellscore, het koor van zangeres Noa Gruman.

## Discografie

### Ep's
| Jaar | Titel  | Opmerkingen |
| ---- | ------ | ----------- |
| 2015 | Shadow | als Somnia  |

### Albums
| Jaar | Titel         |
| ---- | ------------- |
| 2017 | Sands of Time |
| 2020 | Strangers     |
| 2025 | Souls         |

### Singles
| Jaar | Titel                                              | Album         | Opmerkingen                                 |
| ---- | -------------------------------------------------- | ------------- | ------------------------------------------- |
| 2015 | Tantibus                                           | Shadow        | als Somnia                                  |
| 2017 | Arrowhead                                          | Sands of Time | met Choir of Mysterious Monks               |
| 2018 | Sands of Time                                      | Sands of Time |                                             |
| 2018 | Queen of Insanity                                  | Sands of Time |                                             |
| 2019 | Dials                                              | Sands of Time | met Hellscore                               |
| 2020 | Tantibus II                                        | Strangers     |                                             |
| 2020 | Addicted                                           | Strangers     | met Hellscore                               |
| 2020 | Stranger                                           | Strangers     |                                             |
| 2020 | Gone                                               | Strangers     |                                             |
| 2020 | Break The Ice                                      | Strangers     | met Hellscore                               |
| 2021 | Mist                                               | Strangers     |                                             |
| 2022 | Huts                                               | Strangers     | met Westbrook Hay Prep School Chamber Choir |
| 2022 | Concrete Cages                                     | Strangers     | met Patty Gurdy                             |
| 2022 | Evolution of the Disney Princess (But She's Metal) | -             |                                             |
| 2023 | Game of Now                                        | -             | met Hellscore                               |
| 2024 | My Haven                                           | Souls         | met Hellscore                               |
| 2025 | RIP                                                | Souls         | met Hellscore                               |
| 2025 | Unreachable                                        | Souls         | met Hellscore en TLV-orkest                 |
| 2025 | Dazzling Darkness                                  | Souls         | met Hellscore                               |

###### Promotionele singles
| Jaar | Titel               | Album | Opmerkingen   |
| ---- | ------------------- | ----- | ------------- |
| 2025 | Long Forgotten Song | Souls | met Hellscore |